# Ödön Zichy
Ödön Zichy, noto anche in tedesco come Edmund Zichy (Vienna, 25 settembre 1809 – Lórév, 30 settembre 1848), è stato un nobile ungherese.
La sua figura è ricordata per essere stato giustiziato dal governo rivoluzionario ungherese perché visto come un controrivoluzionario.

## Biografia

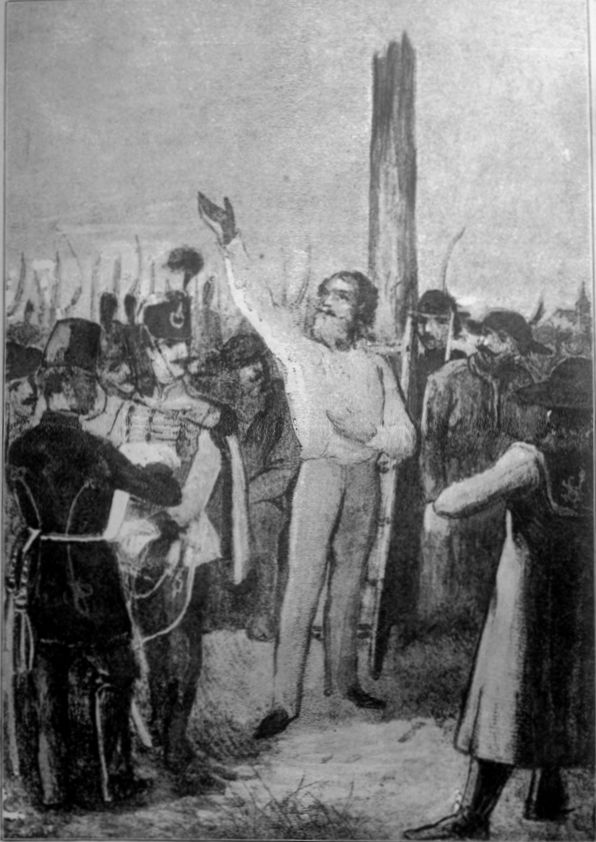
Ödön Zichy al patibolo

Ödön Zichy nacque nel 1809, figlio del conte Eugén (Jenő) Zichy e della sua seconda moglie Maria Dominika Lodron-Laterano und Castelromano. Era fratello del vescovo Domonkos Zichy.
Interessatosi di politica sin da giovane, pur continuando a svolgere sostanzialmente l'attività di proprietario terriero ed amministratore delle sue proprietà, divenne uno dei principali esponenti del partito conservatore ungherese che si contrappose duramente alle idee proposte dal partito progressista. Dal 1839 entrò in contatto con l'allora leader del movimento, Antal Cziráky, cercando insieme di mettere in campo un'opposizione valida alla politica liberale ma il 3 maggio 1843 il governo decise di sciogliere il consiglio della contea di Veszprém, amministrata da Cziraky, il quale si dimise lasciando posto allo stesso Zichy. Quest'ultimo cerco di mediare tra le pressioni locali e la volontà della camera dei rappresentanti di Vienna. Di fronte all'opposizione mossagli dal governo, ad ogni modo, decise di dimettersi il 7 aprile 1848 in aperta sfiducia col governo Batthyány.
Durante la Guerra d'Indipendenza, alla fine del settembre del 1848, Josip Jelačić marciò su Székesfehérvár per conto del governo austriaco e Zichy lo raggiunse per meglio comprendere quali sarebbero state le posizioni dell'esercito relativamente al popolo ungherese e quali fossero le misure da trasmettere localmente. Jelačić gli affidò segretamente il compito di trasportare dei documenti, tra cui una lettera da portare a Karl Roth, uno dei maggiori leader dell'esercito croato dell'epoca, e altre carte. Il 29 settembre 1848, assieme al nipote Pál Zichy (1808-1850), intraprese quindi un viaggio per raggiungere Roth ma venne fermato al confine di Soponya da un gruppo di soldati delle forze rivoluzionarie ungheresi. Durante l'ispezione dei loro pacchi, questi trovarono non solo la lettera ma anche una serie di altri documenti che evidentemente compromettevano gli Zichy con Jelačić. I due vennero quindi scortati a Soponya e poi ad Adony dove la popolazione, appena seppe cosa era successo, tentò di linciarli. A questo punto i due vennero trasferiti a Lórév e condotti davanti alla corte marziale. Il giudice militare era Károly Karcsai. Zichy si difese dicendo che si stava portando a Székesfehérvár su mandato della gente del posto e che le carte che egli stava trasportando gli erano evidentemente state aggiunte a sua insaputa, per screditarlo, dai suoi nemici politici. Il tribunale ungherese ovviamente non credette alla versione di Zichy che venne condannato a morte ed impiccato a Lórév sull'isola di Csepel (vicino all'attuale porto dei traghetti). Paul Zichy venne rilasciato in quanto contro di lui non venne trovata nessuna prova di complicità.

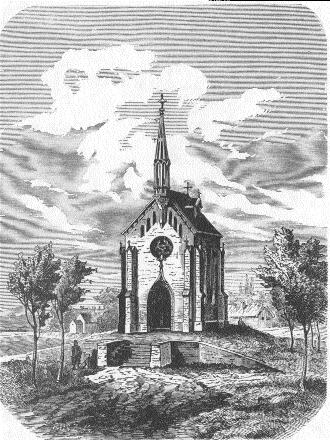
La cappella commemorativa sul luogo dell'esecuzione

Dopo la sua morte, l'esercito ungherese condusse una perquisizione nella sua tenuta a Kálzi nel corso della quale vennero sequestrati la maggior parte dei suoi beni. Gli oggetti di valore vennero esaminati ed inventariati accuratamente da specialisti ed inviati in casse sigillate dapprima a Szolnok e poi a Debrecen, affidati alla cura di László Madarász. Nel marzo di quello stesso anno il governo decise che tutti gli oggetti d'oro e d'argento sarebbero stati fusi ed il ricavato utilizzato per sostenere la rivoluzione. Non mancarono ad ogni modo dei furti ed in particolare una serie di bottoni di diamanti passarono al sultano ottomano che poi ne fece dono al nipote Jenő Zichy a Budapest.
Vicino al luogo dell'esecuzione, venne eretta una cappella commemorativa, costruita nel 1859 in stile neogotico. La cappella è stata completamente ristrutturata nel 2000.